# Erling Michelsen
Erling Svend Konrad Michelsen (ur. 24 maja 1899 w Oslo, zm. 19 września 1976 tamże) – norweski zapaśnik walczący w stylu klasycznym. Olimpijczyk z Paryża 1924, gdzie zajął dwudzieste miejsce w wadze lekkiej do 67,5 kg.

## Letnie Igrzyska Olimpijskie 1924
| Konkurencja                | Runda grupowa               | Runda grupowa          | Klas. końcowa |
| Konkurencja                | Przeciwnik I                | Przeciwnik II          | Miejsce       |
| -------------------------- | --------------------------- | ---------------------- | ------------- |
| styl klasyczny, waga lekka | Charles Frisenfeldt (DEN) P | Francisco Solé (ESP) P | 20. miejsce   |